# Systena corni
Systena corni är en skalbaggsart som beskrevs av Schaeffer 1932. Systena corni ingår i släktet Systena och familjen bladbaggar. Inga underarter finns listade i Catalogue of Life.